# Gravadora

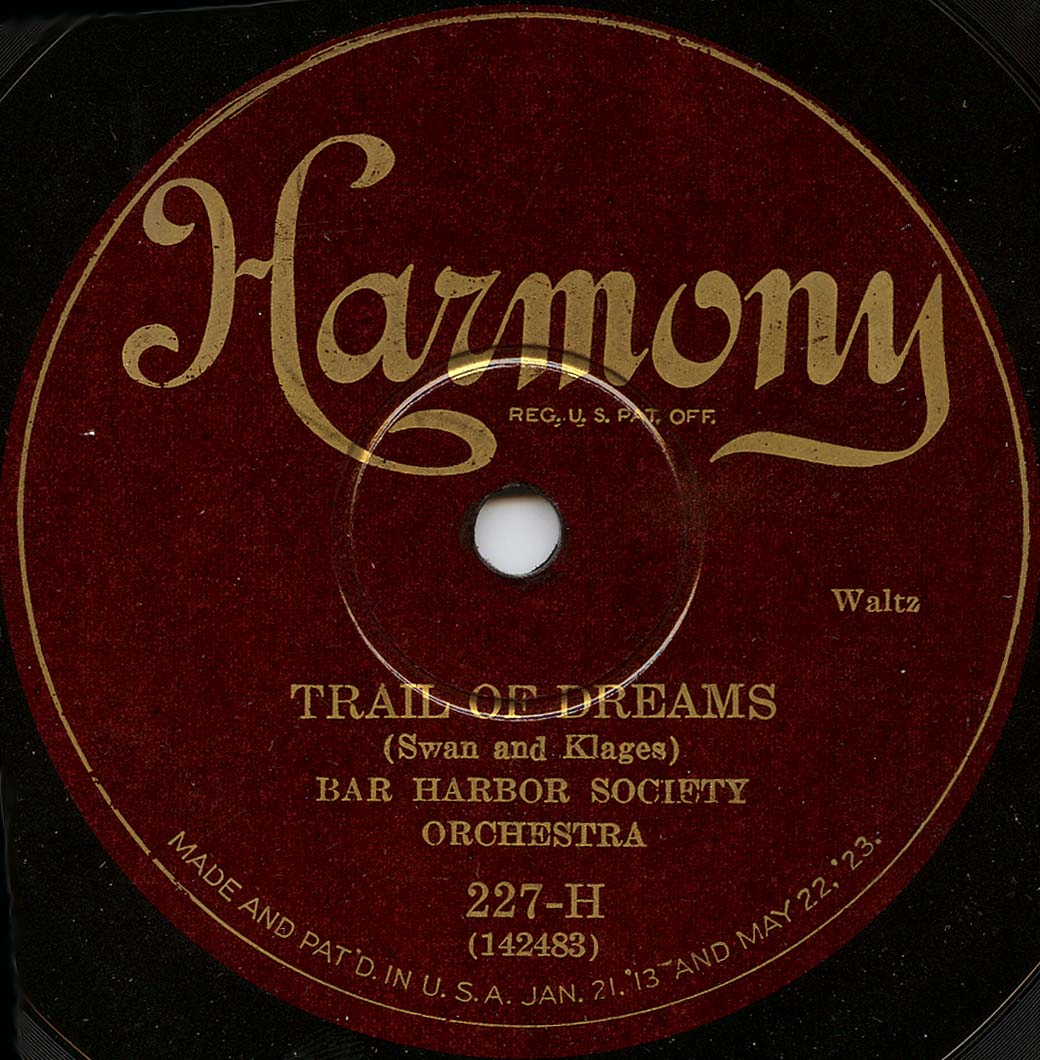
Disco de 78 rotações da década de 1920 produzido pelo selo Harmony, da gravadora Columbia Records

Gravadora (português brasileiro) ou editora discográfica (português europeu) é uma empresa especializada em fabricar, desenvolver, distribuir e promover gravações multimídia. Algumas podem se dedicar exclusivamente a um gênero musical, como, por exemplo, uma gravadora de música gospel.

## Tipos

### Multinacionais
Dominam quase todo o mercado mundial da indústria da música em vários estilos e segmentos. As gravadoras Disney Music Group, Sony Music, Universal Music, Warner Music Group e a EMI são alguns exemplos.

### Independentes
Atualmente, as gravadoras independentes aumentam em número, já que, além de lançamentos de produtos de áudio e vídeo, produzem também eventos coligados que promovem independentemente os seus produtos e que procuram uma melhor visibilidade no mercado.